# Vertregt (cràter)
Vertregt és el romanent d'un antic gran cràter d'impacte situat a la cara oculta de la Lluna, al nord de la inusual plana emmurallada de Van de Graaff. El prominent cràter Aitken travessa la vora nord-est de Vertregt, i Zwicky està unit a la vora nord-oest.

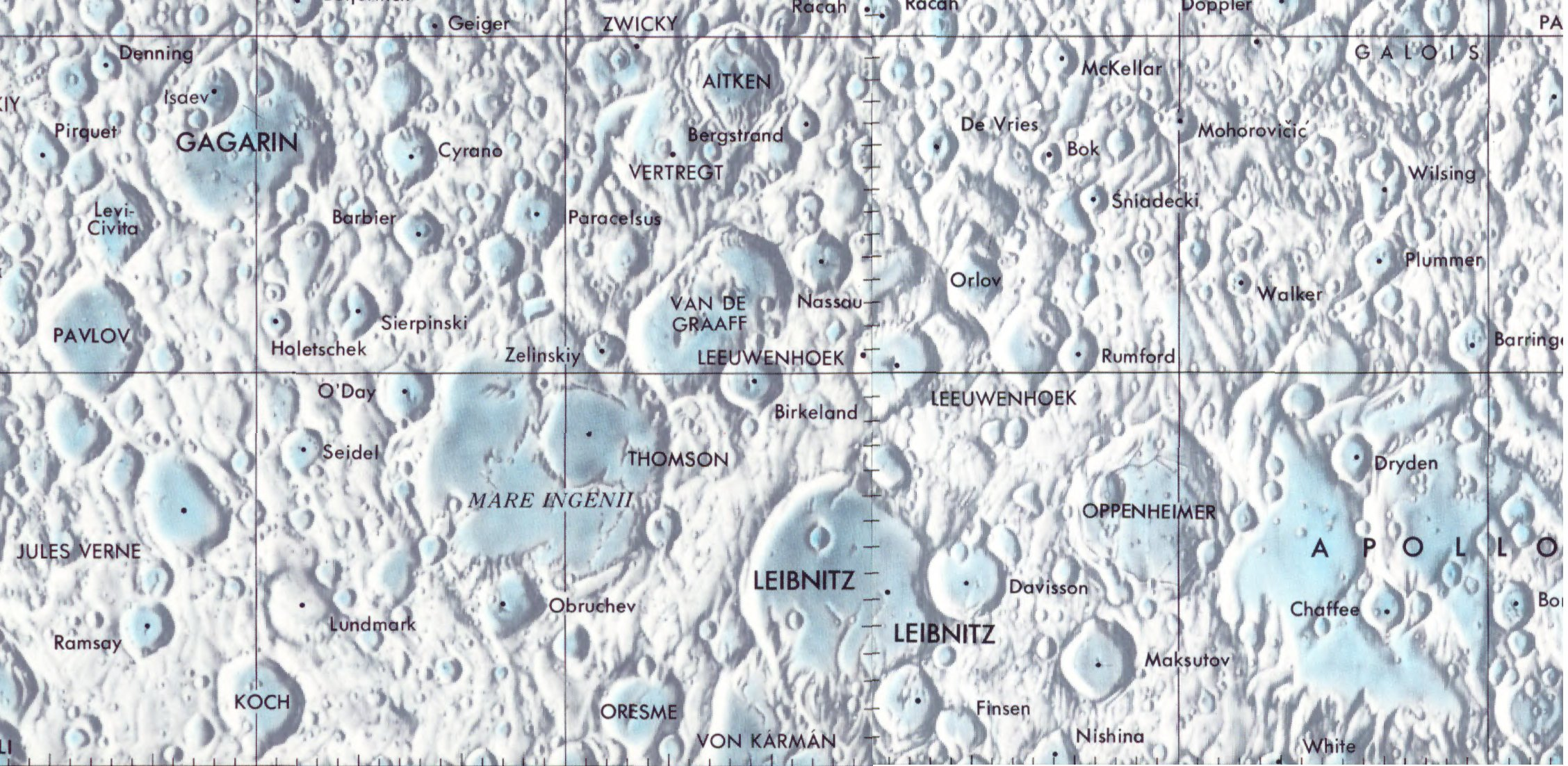
Localització de Vertregt (centre de la meitat superior de la imatge)
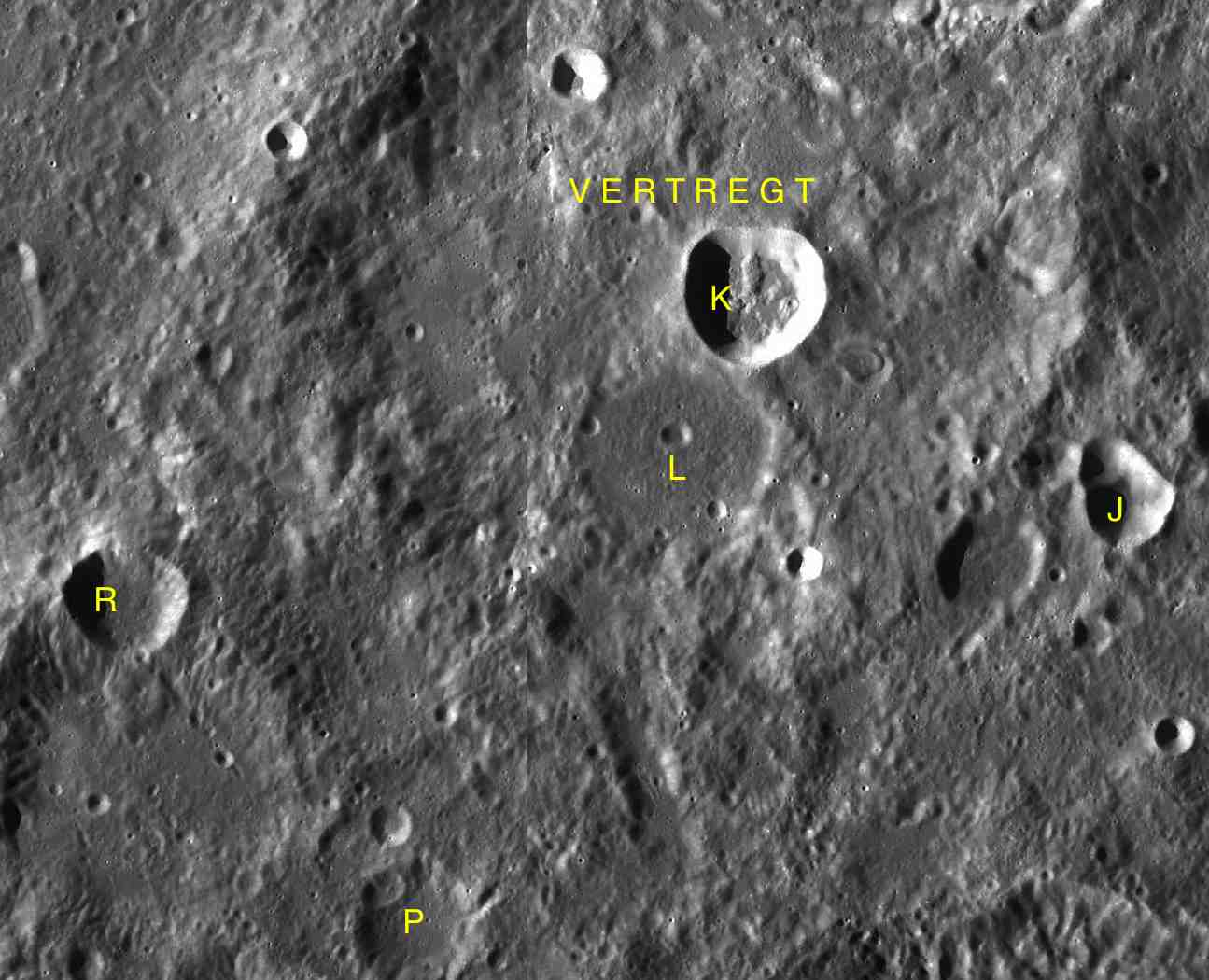
Cràters satèl·lit

El cràter ha estat fortament erosionat i remodelat per successos posteriors, deixant només alguns segments de la vora exterior encara visibles. La secció nord-oest dela vora és la part més intacta, tot i que fins i tot aquesta aresta està marcada per petits cràters.

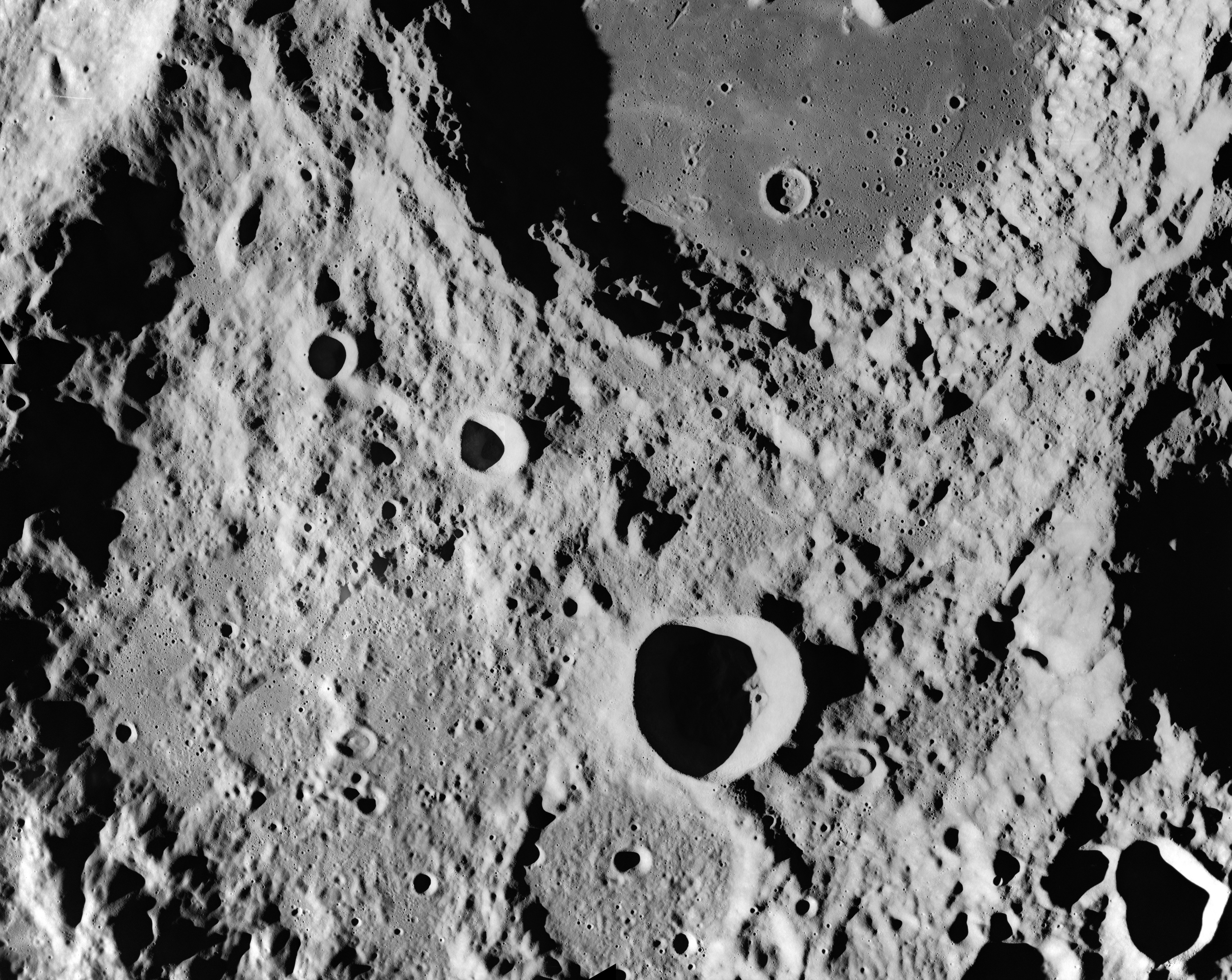
Imatge presa des del Apollo 17 amb el Sol oblic
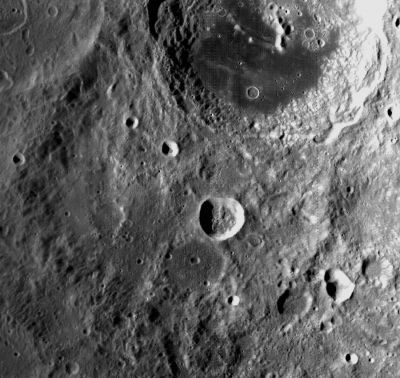
Fotografia de la missió LRO
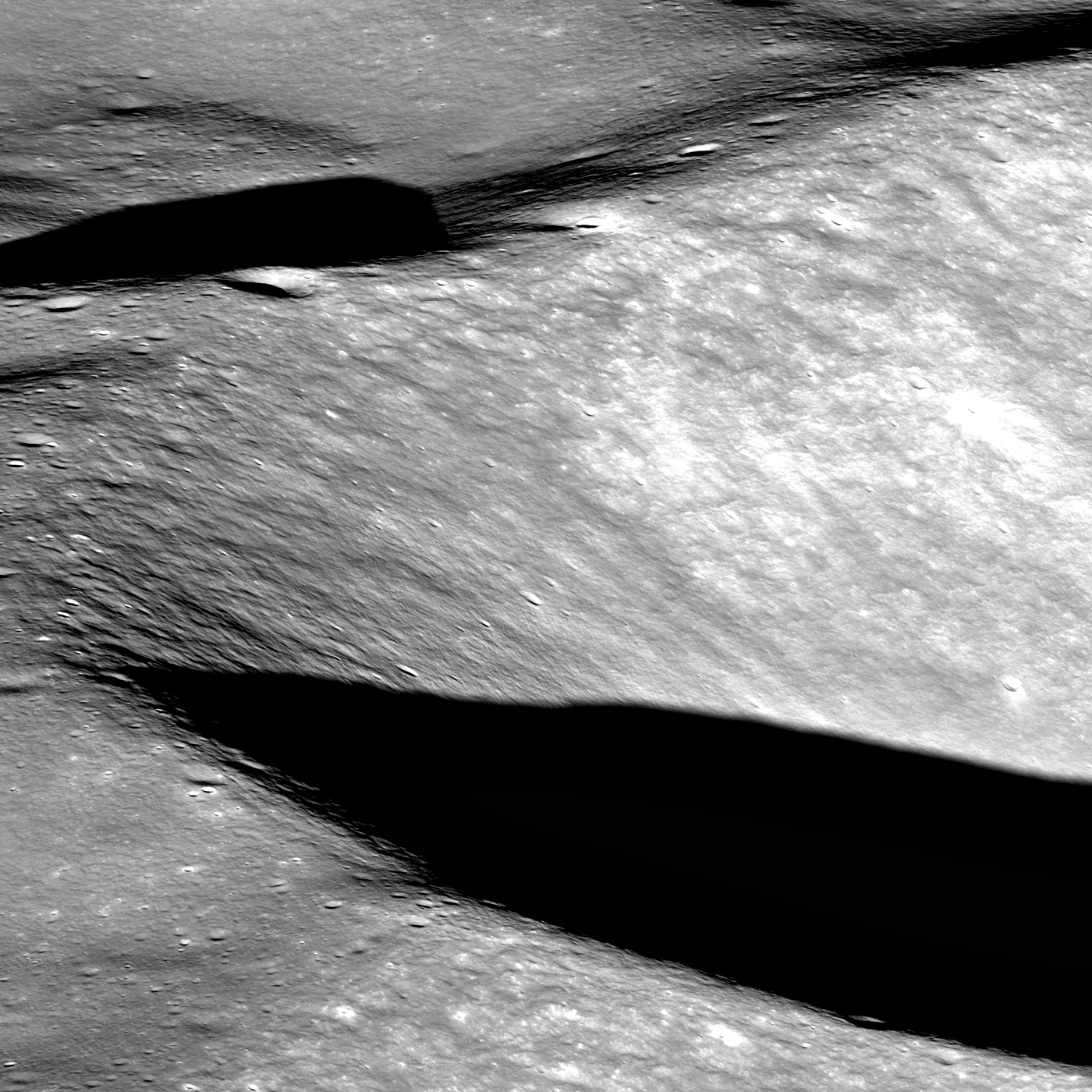
Vertregt J. Fotografia de la missió LRO

L'interior es compon de crestes rugoses i d'impactes més petits, amb la destacada parella de cràters formada per Vertregt L i Vertregt K al sud-est. Una àmplia esquerda es dirigeix des de l'extrem sud del sòl del cràter cap a Van de Graaff.

## Cràters satèl·lit
Per convenció aquests elements són identificats en els mapes lunars posant la lletra en el costat del punt central del cràter que està més proper a Vertregt.
| Vertregt | Coordenades                            | Diàmetre |
| -------- | -------------------------------------- | -------- |
| J        | 21° 30′ S, 174° 18′ E / 21.5°S,174.3°E | 17 km    |
| K        | 20° 06′ S, 172° 00′ E / 20.1°S,172.0°E | 27 km    |
| L        | 21° 06′ S, 171° 30′ E / 21.1°S,171.5°E | 38 km    |
| P        | 23° 36′ S, 170° 00′ E / 23.6°S,170.0°E | 24 km    |
| R        | 21° 48′ S, 167° 06′ E / 21.8°S,167.1°E | 25 km    |